# North Eagle Butte
North Eagle Butte – jednostka osadnicza w Stanach Zjednoczonych, w stanie Dakota Południowa, w hrabstwie Dewey.